# Селенид стронция
Селенид стронция — бинарное неорганическое соединение
стронция и селена с формулой SrSe,
кристаллы.

## Получение
- Нагревание чистых веществ:

{\displaystyle {\mathsf {Sr+Se\ {\xrightarrow {1600^{o}C}}\ SrSe}}}

## Физические свойства
Селенид стронция образует кристаллы
ромбической сингонии, пространственная группа F m3m, параметры ячейки a = 0,6243 нм, Z = 4,
структура типа хлорида натрия NaCl
.
Соединение конгруэнтно плавится при температуре 1600°C.